# Leucania velutina
Leucania velutina är en fjärilsart som beskrevs av Eduard Friedrich Eversmann 1846. Leucania velutina ingår i släktet Leucania och familjen nattflyn. Inga underarter finns listade i Catalogue of Life.